# Jewgienij Kłoczkow
Jewgienij Walerjewicz Kłoczkow (ros. Евгений Валерьевич Клочков; ur. 26 sierpnia 1982 r.) – rosyjski kulturysta.
W zawodach sportowych startuje od 2000 roku. Trzykrotny Mistrz Rosji (2010, 2011, 2015) oraz dwukrotny Mistrz Świata (2011, 2013) w kulturystyce. Srebrny medalista zawodów IFBB Arnold Amateur Europe 2011. Wielokrotny Mistrz Moskwy w kulturystyce.
Mieszka w Moskwie.